# Flexamia youngi
Flexamia youngi är en insektsart som beskrevs av Whitcomb och Hicks 1988. Flexamia youngi ingår i släktet Flexamia och familjen dvärgstritar. Inga underarter finns listade i Catalogue of Life.